# Соловьёвка (Тамбовская область)
Соловьёвка — упразднённая деревня в Кирсановском районе Тамбовской области России. Входит в состав Соколовского сельсовета.
Упразднена в 2017 году.

## География
Деревня находилась в восточной части Тамбовской области, в лесостепной зоне, в пределах Окско-Донской равнины, к северу от реки Калаис, на расстоянии примерно 26 километров (по прямой) к северо-западу от города Кирсанова, административного центра района.
Климат
Климат характеризуется как умеренно континентальный с недостаточным и неустойчивым увлажнением. Среднегодовое количество осадков составляет 470—510 мм. Средняя температура января составляет −11,3 °С, июля — +20,4 °С.

## Население
| 2010 |
| ---- |
| 0    |